# Föreningen Nordens Ungdomsförbund
Föreningen Nordens Ungdomsförbund, FNUF, är Föreningen Nordens ungdomsförbund och är en partipolitiskt obunden ideell förening som arbetar för att stärka ungas förutsättningar i Norden. Genom att skapa en plattform där unga kan mötas, öka förståelsen mellan kulturer och språk, stärka förutsättningarna för ungas mobilitet samt verka för en internationell nordism vill FNUF bidra till en långsiktig och hållbar fred i regionen. 
Varje år arrangeras Café Norden som är en mötesplats för unga där nordiska frågor står på agendan. Värdlandet roterar mellan de nordiska länderna.

## Symbolen
Symbolen är likadan för samtliga systerförbund i Norden, både för moderförbunden och ungdomsförbunden. Symbolen föreställer en glob, och högst upp på toppen finns det åtta prickar som symboliserar de fem nordiska staterna  och dess tre självstyrande områden.

## Föreningen Nordens Ungdomsförbund i de olika nordiska länderna
Systerorganisationer finns i samtliga nordiska stater samt på Färöarna och Grönland. Samtliga systerorganisationer sammanträder två gånger om året på ett så kallat höst- och vårmöte i olika nordiska huvudstäder som är bestämda efter ett rullande schema. När systerorganisationerna sammanträder görs det i Föreningarna Nordens Ungdomsförbunds regi, som är det gemensamma paraplyorganet för samtliga organisationer. 
Föreningarna Nordens Ungdomsförbund har ett presidium bestående av tre personer från tre länder samt en anställd från sekretariatet som är placerat i Köpenhamn tillsammans med Föreningarna Nordens Förbund, FNF.  
FNUF:s medlemsorganisationer:
| Land     | Förbund                                  |
| -------- | ---------------------------------------- |
| Danmark  | Foreningen Nordens Ungdom (FNU)          |
| Finland  | Pohjola-Nordens Ungdomsförbund (PNU)     |
| Island   | Nordklúbburinn                           |
| Norge    | Foreningen Norden Ungdom (FNU)           |
| Sverige  | Föreningen Nordens Ungdomsförbund (FNUF) |
| Färöarna | Ungmannafelag Føroya                     |
| Grönland | SORLAK                                   |

## FNUF Sverige
Föreningen Nordens Ungdomsförbund Sverige bildades 1978 i Göteborg som självständig organisation, men var innan dess en ungdomsavdelning i Föreningen Norden.
Föreningen Nordens Ungdomsförbund anordnar till exempel resor och seminarier i Sverige och Norden. Lokalavdelningarna driver den största delen av föreningens verksamhet. Föreningen Nordens Ungdomsförbund har cirka 1500 medlemmar. På årsmötet 17-18 april 2014 beslutades att införa en övre åldersgräns på 30 år för medlemmar i förbundet. 

## Lista över Föreningen Nordens Ungdomsförbundsordförande
| Namn                 | Bild | Tillträde | Avgång |
| -------------------- | ---- | --------- | ------ |
| Jörgen Bengtson      | -    | 1978      | 1982   |
| Jan Starrsjö         | -    | 1982      | 1984   |
| Anders Bergström     | -    | 1984      | 1985   |
| Henrik Radtke        | -    | 1985      | 1988   |
| Per Bergman          | -    | 1988      | 1991   |
| Åsa Benteke          | -    | 1991      | 1992   |
| Tomas Hansson        | -    | 1992      | 1993   |
| Birgitta Claesson    | -    | 1993      | 1994   |
| Henrik Radtke        | -    | 1994      | 1997   |
| Ingrid Pelin         | -    | 1997      | 1999   |
| Carsten Jensen       | -    | 1999      | 2001   |
| Fredrik Harstad      | -    | 2001      | 2004   |
| Helena Bergström     | -    | 2004      | 2006   |
| Elise-Marianne Åberg | -    | 2006      | 2008   |
| Maria Dickmark       | -    | 2008      | 2009   |
| Peter Olevik Dunder  | -    | 2009      | 2011   |
| Sandra Häggström     | -    | 2011      | 2011   |
| Petter Mahrs         | -    | 2012      | 2013   |
| Thorgny Arwidson     | -    | 2013      | 2016   |
| Anton Hermansson     | -    | 2016      | 2017   |
| Emil Wiström         | -    | 2017      | -      |

## Kuppförsöket mot Föreningen Nordens Ungdomsförbund Stockholm
Den 2 februari 2014 utsattes Föreningen Nordens Ungdomsförbunds lokalförening i Stockholm för ett av media uppmärksammat kuppförsök som var en mobilisering av Sverigedemokratisk Ungdom. På grund av säkerhetsläget bistod polisen med bevakning under mötet där ca 150 personer deltog. Försöket misslyckades efter medialt motarbetande av bland annat artisterna Petter och Timbuktu men även av Stockholms Läns SSU-distrikt. 